# Episodi di Boardwalk Empire - L'impero del crimine (seconda stagione)
La seconda stagione della serie televisiva statunitense Boardwalk Empire - L'impero del crimine, composta da 12 episodi, è stata trasmessa dal canale statunitense HBO dal 25 settembre all'11 dicembre 2011.
In Italia, la stagione è andata in onda in prima visione assoluta sul canale satellitare Sky Cinema 1 dal 20 gennaio al 24 febbraio 2012. È stata trasmessa in chiaro dal 1º ottobre al 17 dicembre 2012 su Rai 4.
A partire da questa stagione entrano nel cast principale Jack Huston e Gretchen Mol. Al termine di questa stagione escono dal cast principale Michael Pitt, Aleksa Palladino, Paz de la Huerta e Dabney Coleman.
| nº | Titolo originale                 | Prima TV USA      | Prima TV Italia  |
| -- | -------------------------------- | ----------------- | ---------------- |
| 1  | 21                               | 25 settembre 2011 | 20 gennaio 2012  |
| 2  | Ourselves Alone                  | 2 ottobre 2011    | 20 gennaio 2012  |
| 3  | A Dangerous Maid                 | 9 ottobre 2011    | 27 gennaio 2012  |
| 4  | What Does the Bee Do?            | 16 ottobre 2011   | 27 gennaio 2012  |
| 5  | Gimcrack & Bunkum                | 23 ottobre 2011   | 3 febbraio 2012  |
| 6  | The Age of Reason                | 30 ottobre 2011   | 3 febbraio 2012  |
| 7  | Peg of Old                       | 6 novembre 2011   | 10 febbraio 2012 |
| 8  | Two Boats and a Lifeguard        | 13 novembre 2011  | 10 febbraio 2012 |
| 9  | Battle of the Century            | 20 novembre 2011  | 17 febbraio 2012 |
| 10 | Georgia Peaches                  | 27 novembre 2011  | 17 febbraio 2012 |
| 11 | Under God's Power She Flourishes | 4 dicembre 2011   | 24 febbraio 2012 |
| 12 | To the Lost                      | 11 dicembre 2011  | 24 febbraio 2012 |

## 21
- Titolo originale: 21
- Diretto da: Tim Van Patten
- Scritto da: Terence Winter

### Trama
Atlantic City: uno dei depositi di contrabbando di liquori di Thompson, gestito dal ricco "Chalky" White, viene attaccato dagli uomini del Ku Klux Klan che fanno una carneficina. Nel frattempo, molti avvenimenti si snodano sullo sfondo: Rose, la moglie dell'agente Van Alden arriva in città per il weekend, Jimmy Darmody si è sposato e trasferito con la famiglia in una casa fuori città e Margaret, compagna di Nucky, cerca di tenere in piedi la nuova famiglia, nonostante le assenze continue del compagno e i capricci del figlioletto.
A Chicago, il boss della malavita Torrio viene avvicinato dal suo avvocato, che si propone come un nuovo socio in affari, a scapito di Nucky. Il cerchio intorno a Nucky si restringe: suo fratello, lo sceriffo Eli, assieme a Jimmy e al commodoro tesse le fila per togliere il comando della città a Nucky, che viene infatti arrestato per frode elettorale.
- Guest star: Dominic Chianese (Leander Cephas Whitlock), Greg Antonacci (Johnny Torrio), Enid Graham (Rose Van Alden), Robert Clohessy (Jim Neary), William Hill (George O'Neill), Kevin O'Rourke (Sindaco Edward Bader), Victor Verhaeghe (Damien Fleming), Glenn Fleshler (George Remus), Bill Sage (Solomon Bishop).
- Ascolti USA: telespettatori 2.912.000[1]

## Ourselves Alone
- Titolo originale: Ourselves Alone
- Diretto da: David Petrarca
- Scritto da: Howard Korder

### Trama
Nucky esce di galera su cauzione, sospetta di un complotto ai suoi danni dai quali ne è derivato il suo arresto e inizia così ad indagare. Jimmy cerca di entrare in affari con Rothstein, e tratta con Charlie Luciano per eventuali e possibili affari. Il commodoro ed Eli continuano ad architettare un piano che possa mettere definitivamente Nucky alle strette. Chalky resta in carcere in attesa di essere rilasciato tramite il suo legale ma deve vedersela con uno dei galeotti rinchiusi nella sua stessa cella che nutre molta ostilità nei suoi confronti.
- Guest star: Dominic Chianese (Leander Cephas Whitlock), Charlie Cox (Owen Sleater), Ted Rooney (John McGarrigle), Erik LaRay Harvey (Dunn Purnsley), Anatol Yusef (Meyer Lansky), Robert Clohessy (Jim Neary), William Hill (George O'Neill), Kevin O'Rourke (Sindaco Edward Bader), Victor Verhaeghe (Damien Fleming).
- Ascolti USA: telespettatori 2.598.000[2]

## A Dangerous Maid
- Titolo originale: A Dangerous Maid
- Diretto da: Susanna White
- Scritto da: Itamar Moses

### Trama
Nucky si trova alle strette ma non si dà per vinto e progetta il contrattacco: il commodoro cerca di bloccare l'importazione di liquori e tagliare così i ponti a Nucky, ma quest'ultimo ha ancora diversi alleati, grazie alla rete messa in piedi negli anni. Al Capone si fa vivo da Nucky per dargli la notizia che Torrio non intende più comprare il suo liquore a Chicago e vuole legarsi invece a George Remus, da poco messosi in proprio, ma Nucky non ne vuole sapere e pretende fedeltà dal boss di Chicago. Nel frattempo, l'agente Van Alden faticosamente si prende cura di un'affranta Lucy (che vorrebbe recitare a Broadway e non sopporta l'idea della gravidanza imminente) e Margaret riceve dalla Pinkerton notizie sulla sua famiglia irlandese, immigrata negli Stati Uniti: viene a sapere che la considerano morta da 12 anni.
A New York, Lucky Luciano e Meyer Lansky vengono convocati da Rothstein e dal boss Joe Masseria che vorrebbe la loro testa dopo l'omicidio di due suoi scagnozzi (fatti fuori da Jimmy); Rothstein sistema provvisoriamente le cose.
Facendo finta che tutto proceda per il meglio, Nucky, il sindaco e le rispettive compagne, vanno da Babette a cena: qui trovano casualmente il commodoro, Jimmy e il governatore, anch'essi a cena e intenti a tramare alle sue spalle. Nucky li affronta con piglio e mette Jimmy alle strette. Il giovane irlandese Owen Slater intanto sventa un accordo sottobanco tra Richard, emissario di Jimmy e del commodoro, e il titolare del casinò in cui è stato assunto.
- Guest star: Charlie Cox (Owen Sleater), Christopher McDonald (Harry Daugherty), Tom Aldredge (Ethan Thompson), Wayne Duvall (Governatore Edwards), Danny Burstein (Lolly Steinman), Anatol Yusef (Meyer Lansky), Kevin O'Rourke (Sindaco Edward Bader), Victor Verhaeghe (Damien Fleming), Ivo Nandi (Joe Masseria).
- Ascolti USA: telespettatori 2.856.000[3]

## What Does the Bee Do?
- Titolo originale: What Does the Bee Do?
- Diretto da: Ed Bianchi
- Scritto da: Steve Kornacki

### Trama
Il commodoro viene colpito da un ictus e l'intera operazione ricade ora sulle spalle di Jimmy, di sua madre Gillian e dello spaventato sceriffo, preoccupato dalle conseguenze della vicenda. Owen viene reclutato come "autista" da Nucky, mentre Chalky White, al ritorno a casa dopo la carcerazione "preventiva", trova la comunità afroamericana in fermento per il desiderio di vendetta, dopo la rappresaglia del Ku Klux Klan che ha provocato 4 morti. Richard posa come modello per Angela e durante il ritratto confida di aver perso la voglia di vivere e di amare, perfino la sorella gemella che, unica persona, si è presa cura di lui dopo il terribile incidente che l'ha sfigurato quando era in guerra.
Nucky riesce a trovare uno scalo per le navi che trasportano liquori, dopo che il commodoro aveva bloccato l'arrivo delle stesse ad Atlantic City: per farlo deve però accondiscendere alla richieste di Rothstein, che gli procura lo scalo a Filadelfia in cambio di un oneroso compenso. Rothstein, per entrare nell'affare, pretende anche di occuparsi del trasporto via terra del liquore e incarica Lucky Luciano e Meyer, riluttanti per il pericolo che il trasporto di un tale carico comporta.
Per pura fatalità, a Filadelfia si sta muovendo anche Jimmy, che entra in contatto con il boss ebreo Manny Horvitz per procurargli il liquore da smerciare in città.
Gli eventi si accavallano: mentre l'agente Van Alden cerca di tenere nascosta la sua relazione con Lucy e attira i sospetti dei suoi agenti sottoposto, l'avvocato di Nucky studia un escamotage per liberare il suo cliente dalle accuse, aumentandole: alcune prostitute dichiarano infatti di essersi concesse a pagamento - su incarico di Nucky - a sindacalisti e politici prima delle elezioni, in modo da ottenerne la fiducia e il voto. In tal modo il reato diventa federale e il processo andrà sotto l'egida del senatore amico di Nucky, che provvederà a sgonfiarlo fino all'archiviazione. Due agenti dell'antiproibizionismo, sulle orme di Van Alden, si recano in un deposito di liquori proprio nel momento in cui Owen, su ordine di Nucky, fa saltare per aria l'intero magazzino: uno dei due resta orribilmente ustionato.
- Guest star: Charlie Cox (Owen Sleater), William Forsythe (Manny Horwitz), Enid Graham (Rose Van Alden), Chris Mulkey (Frank Hague), Jennifer Ferrin (Carolyn Rothstein), Kevin O'Rourke (Sindaco Edward Bader), Victor Verhaeghe (Damien Fleming), Anatol Yusef (Meyer Lansky).
- Ascolti USA: telespettatori 2.546.000[4]

## Gimcrack & Bunkum
- Titolo originale: Gimcrack & Bunkum
- Diretto da: Tim Van Patten
- Scritto da: Howard Korder

### Trama
Muoiono altri due sostenitori di Jimmy: uno ucciso dal fratello di Nucky, un altro proprio da Jimmy e Richard. Intanto il caso di Nucky sembra orientato all'archiviazione.
- Guest star: Dominic Chianese (Leander Cephas Whitlock), Charlie Cox (Owen Sleater), Christopher McDonald (Harry Daugherty), Richard Easton (Jackson Parkhurst), Robert Clohessy (Jim Neary), William Hill (George O'Neill), Heather Lind (Katy), Kevin O'Rourke (Sindaco Edward Bader), Adam Mucci (Agente Ray Halloran), Victor Verhaeghe (Damien Fleming).
- Ascolti USA: telespettatori 2.691.000[5]

## The Age of Reason
- Titolo originale: The Age of Reason
- Diretto da: Jeremy Podeswa
- Scritto da: Bathsheba Doran

### Trama
Nel chiuso di un confessionale Margaret rivela uno scottante segreto. Van Alden inizia a prendersi carico delle proprie azioni mentre Nucky è sempre più braccato dai nemici, infatti gli viene bloccato un ordine di liquori da Philadelphia per ordine di Jimmy.
- Guest star: Dominic Chianese (Leander Cephas Whitlock), Charlie Cox (Owen Sleater), William Forsythe (Manny Horwitz), Christopher McDonald (Harry Daugherty), Geoff Pierson (Senatore Walter Edge), Enid Graham (Rose Van Alden), Peter McRobbie (Supervisore Elliot), Michael Cumpsty (Padre Brennan), Glenn Fleshler (George Remus), Nick Sandow (Waxey Gordon), Anatol Yusef (Meyer Lansky).
- Ascolti USA: telespettatori 2.629.000[6]

## Peg of Old
- Titolo originale: Peg of Old
- Diretto da: Allen Coulter
- Scritto da: Howard Korder, Steve Kornacki e Bathsheba Doran

### Trama
Jimmy ordina l'assassinio di Nucky.
Nucky ricatta Van Alden offrendogli soldi per il mantenimento della figlia, in cambio di informazioni riguardo al nuovo procuratore distrettuale incaricato di giudicare Nucky.
Margaret incontra suo fratello e le sue sorelle, dopo un litigio di diversi anni prima. Ma i rapporti non si risanano.
Un attentato ai danni di Nucky si conclude con una perforazione della sua mano.
Margaret e Owen hanno un rapporto sessuale.
- Guest star: Charlie Cox (Owen Sleater), Julianne Nicholson (Esther Randolph), Tony Curran (Eamonn Rohan), Robert Clohessy (Jim Neary), Kevin O'Rourke (Sindaco Edward Bader), Anatol Yusef (Meyer Lansky).
- Ascolti USA: telespettatori 2.741.000[7]

## Two Boats and a Lifeguard
- Titolo originale: Two Boats and a Lifeguard
- Diretto da: Tim Van Patten
- Scritto da: Terence Winter

### Trama
Jimmy ha problemi con i suoi alleati: non riesce a fornire loro il liquore promesso.
Muore il padre di Nucky quando Eli viene chiamato in giudizio. Nucky, Torrio e Rothstein discutono sulle combutte ordite dai loro protetti. Chulky si reca da Nucky per chiedere consigli riguardo alla sua comunità sempre più furiosa dopo gli atti delittuosi del Ku Klux Clan. Angela, dopo una discussione con Jimmy riguardo ai suoi illeciti, trova una nuova amante. Un'agguerrita procuratrice federale arriva ad Atlantic City per inchiodare Nucky, che nel frattempo trova un momento di umanità: piange sulla bara del padre.
- Guest star: Dominic Chianese (Leander Cephas Whitlock), Charlie Cox (Owen Sleater), William Forsythe (Manny Horwitz), Julianne Nicholson (Esther Randolph), Tom Aldredge (Ethan Thompson), Greg Antonacci (Johnny Torrio), Robert Clohessy (Jim Neary), Glenn Fleshler (George Remus), Anatol Yusef (Meyer Lansky).
- Ascolti USA: telespettatori 2.540.000[8]

## Battle of the Century
- Titolo originale: Battle of the Century
- Diretto da: Brad Anderson
- Scritto da: Steve Kornacki

### Trama
Nucky vola a Belfast per preparare la controffensiva a Jimmy e tratta armi in cambio di liquore irlandese. Margaret è alle prese con la malattia della figlia mentre Jimmy siede a tavola con Luciano, Lansky e Capone per trattare affari, nonché l'eliminazione di Horwitz. Ma l'agguato fallisce e il macellaio ebreo scova nella giacca del suo attentatore una scatola di fiammiferi proveniente da Atlantic City e inizia a fare chiarezza sulla vicenda. Dunn Pernsley, nonostante l'approccio poco felice avuto con Chalky in carcere, ottiene un lavoro da quest ultimo nelle cucine di un ristorante ma scatena una rivolta all'interno di esse per avere aumento di salario e di cibo per sé trovando pieno appoggio degli altri aiuti cuoco che vi lavorano all'interno. Grazie al fascicolo ottenuto da Van Alden, Esther Randolph continua le indagini su Nucky.
- Guest star: Charlie Cox (Owen Sleater), William Forsythe (Manny Horwitz), Julianne Nicholson (Esther Randolph), Erik LaRay Harvey (Dunn Purnsley), Ted Rooney (John McGarrigle), Robert Clohessy (Jim Neary), Glenn Fleshler (George Remus), Adam Mucci (Ray Halloran), Nick Sandow (Waxey Gordon), Anatol Yusef (Meyer Lansky).
- Ascolti USA: telespettatori 2.548.000[9]

## Georgia Peaches
- Titolo originale: Georgia Peaches
- Diretto da: Jeremy Podeswa
- Scritto da: Dave Flebotte

### Trama
Jimmy è da poco il nuovo boss di Atlantic City ma deve risolvere diversi grattacapi. Del suo alcol non vende una bottiglia perché Nucky, grazie al whisky importato dall'Irlanda, gli fa concorrenza essendo di ottima qualità con costi della metà rispetto al suo. Deve risolvere poi lo sciopero degli afroamericani con a capo Purnsley in piena stagione turistica. Arriva dunque ad una trattativa con Chulky che per far cessare lo sciopero detta le sue condizioni: 3000 dollari a testa per le famiglie vittime dei membri Ku Klux Clan, nonché la consegna di coloro che gli hanno sparato al magazzino per potersi vendicare su di loro. Nucky licenzia il suo avvocato e ne trova uno nuovo con l'aiuto di Rothstein per evitare la galera con un processo sempre più vicino ad opera della procuratrice di stato Randolph. Margaret è sempre più giù di corda per via della poliomielite della piccola Emily. Horvitz si reca in piena notte in casa di Jimmy per poterlo eliminare ma vi trova solo la moglie Angela con la sua nuova amante e le giustizia entrambe. Dopo aver ascoltato l'operato di Van Alden per le sue indagini di Nucky, la Randolph mette in carcerazione preventiva Eli per aver ulteriori prove ed incastrarlo al processo. 
- Guest star: Dominic Chianese (Leander Cephas Whitlock), Charlie Cox (Owen Sleater), William Forsythe (Manny Horwitz), Julianne Nicholson (Esther Randolph), Erik LaRay Harvey (Dunn Purnsley), Robert Clohessy (Jim Neary), Adam Mucci (Ray Halloran), Kevin O'Rourke (Sindaco Edward Bader), Michael Cumpsty (Padre Brennan), Anatol Yusef (Meyer Lansky), Curt Bouril (Clifford Lathrop).
- Ascolti USA: telespettatori 2.727.000[10]

## Under God's Power She Flourishes
- Titolo originale: Under God's Power She Flourishes
- Diretto da: Allen Coulter
- Scritto da: Howard Korder

### Trama
Sotto l'effetto dell'alcol Jimmy ricorda la sua vita ai tempi del college, di come ha conosciuto la moglie Angela, della sua espulsione, del rapporto incestuoso con la madre e del suo successivo arruolamento al fronte. Nucky continua a cercare senza buon esito scorciatoie per uscire indenne dal processo, fino a quando uno dei suoi camerieri presenti in sala non racconta a lui ed al suo avvocato di aver visto Van Alden uccidere il suo ex collega, l'agente Sebso in riva ad un fiume che è solitamente essere luogo di preghiera. Le informazioni arrivano tramite avvocato di Nucky ai federali, i quali cercano di catturare Van Alden direttamente nel suo ufficio, fallendo nel tentativo in quanto Nelson riesce a scappare. Così facendo Nucky evita la sua deposizione al processo. Resta il problema del fratello Eli, che è disposto a testimoniare per uscire dal carcere. Gillian dà suggerimenti a Jimmy su come comportarsi con Tommy dopo aver perso Angela, ma preso dal dolore e ancora preda dell'alcol questi aggredisce la madre e uccide suo padre, il Commodoro, che era intervenuto per salvarla. Il rapporto tra Nucky e Margaret sembra compromesso quando quest 'ultima confessa di voler testimoniare anch'ella davanti alla procuratrice Randolph. 
- Guest star: Charlie Cox (Owen Sleater), Julianne Nicholson (Esther Randolph), Michael Cumpsty (Padre Brennan), Anatol Yusef (Meyer Lansky), Gabriel Olds (Professor Noel Pearson).
- Ascolti USA: telespettatori 2.971.000[11]

## To the Lost
- Titolo originale: To the Lost
- Diretto da: Tim Van Patten
- Scritto da: Terence Winter

### Trama
Jimmy cerca di risistemare le cose e inizia con Richard a catturare e consegnare per Chalky i tre elementi del Ku Klux Clan che gli avevano crivellato il suo deposito per alcolici, e in più 5.000 dollari, e non più 3.000 quando erano stati pattuiti prima, alle famiglie vittime della loro organizzazione. In virtù di accordi presi precedentemente, Chalky dichiara finito lo sciopero dei suoi uomini, e su richiesta di Jimmy gli prepara un incontro con Nucky. Margaret si reca da Esther Randolph ma a sorpresa, nella deposizione difende il compagno. Nucky si reca sul luogo dell'appuntamento con Jimmy il quale gli confessa l'odio nei confronti del padre da poco ucciso, e che a spingere per la sua dipartita è stato il fratello Eli. Nell'incontro Jimmy cerca la riappacificazione con il suo vecchio tutore e si reca con Richard per eliminare un testimone chiave al processo, obbligandolo a cambiare la sua versione dei fatti scritta prima di morire. Nello stesso istante Nucky sposa Margaret ed in virtù di questi eventi, Ester Randolf non ha prove sufficienti per incastrare il boss di Atlantic City che difatti, esce indenne dal processo. Van Alden va a vivere a Cicero con la bambinaia e la piccola Abigail per iniziare una nuova vita sotto falso nome. Eli esce dal carcere appena terminato il processo, ma per aver complottato contro il fratello, va a costituirsi ugualmente per evitare nuove indagini ed in accordo con Nucky, andrà in galera per uscire tra due anni. L'aiuto di Jimmy che ha dato per far vincere il processo a Nucky non basta però a ristabilire la pace tra i due, e sotto una pioggia incessante al Memorial War Atlantic, il giovane trova la morte proprio per mano di Nucky, dichiarando che dopo quanto accaduto il perdono non basta, per poi giustiziarlo definitivamente. 
- Guest star: Dominic Chianese (Leander Cephas Whitlock), Charlie Cox (Owen Sleater), William Forsythe (Manny Horwitz), Julianne Nicholson (Esther Randolph), Erik LaRay Harvey (Dunn Purnsley), Robert Clohessy (Jim Neary), Kevin O'Rourke (Sindaco Edward Bader), Victor Verhaeghe (Damien Fleming), Michael Cumpsty (Padre Brennan), Adam Mucci (Ray Halloran), Anatol Yusef (Meyer Lansky).
- Ascolti USA: telespettatori 3.008.000[12]